# QP-CRAZY
QP-CRAZY（キューピークレイジー）は、日本のデジタルパンクまたはハードコアパンクバンド。所属レーベルは殺害塩化ビニール。
1994年から活動開始。
2004年にプロレタ（sampler）脱退。海外でも9作目である『タンク山の動物園』を発売している。意外な事に高い評価を受けていて、自分達のCDをミニストリー、ナイン・インチ・ネイルズ、ソニック・ユースなどが崇拝していると言われる海外のインダストリアル界の父・フィータスに無理やり送りつけたところ絶賛のファックスが送られ、そして本人が来日した時のインタビューでお気に入りの日本のバンドは？と聞かれたとき「ボアダムスとキューピークレイジー」と答えた。2011年4月29日に新作『串刺し祭2011-LIVE AT 尖閣諸島-』を発売。

## メンバー
- THE CRAZY SKB - ボーカル
- KURA - ギター
- MOTTY - ギター
- ツージーQ - ベース
- ダンディームー - ドラム

旧メンバー
- タイジ - ギター
- うずなタイゾウ - ドラム
- キラーフラワーショー - ドラム
- Mr.CHUN - ドラム
- プロレタリアート本間 - キーボード＆サンプラー
- 汚喧烈童子 - DJ

## 作品

### アルバム
- トワイライトゾーンビ（死霊の盆踊り）（1996年4月4日）

- 顔面土砂崩れ（1997年8月8日）

殺人花／血塗れ人間松明／コンドームテリブル／スカトロファイヤー／公衆便所／ヤマタノオロチ／残飯ミックスジュース／おまえは家畜の餌になる／葬送行進曲／イレイザー7DAYS／世直し虐待侍／バラバラ少女バラ子さん／マシンガンマン／マフィンカスタード／ドラゴン坊主／顔面土砂崩れ／人間ミサイル／殺人中毒／断末魔！！変態刑務所／LOVE温泉
- バイオレンスホモ（1998年11月21日）

- デスポルノ21アニマル（1999年6月6日）

逝くのか逝かないのかハッキリしろ！／幽落町で逢いましょう／ラブジェット（LJ-64）／少年狩り（ツバメガリ）／食用大臣／泥酔マフィア赤鬼（サタニコ）／アニマルバーコード（ツージ～Qのテーマ）／ベトナム根性／大腸菌フィーバー／悩殺ピンクパパラッチ／血圧死／校則拘束絞殺フリーク／リストラパーマ／21アニマル
- 棺桶に片足を突っ込んでいるおまえの姿が見える(ナムナム墓マーダー名義)（1999年）

女体を人体実験する悪魔の病院長／棺桶ニ片足ヲ突ッ込ンデイルオマエノ姿ガ見エル／八つ墓村より怨みをこめて／肉体てるてる坊主断末魔の叫び／見てはいけないモノを見てしまった・・・・／気がつけば、小池社長の頭はグチャグチャに潰れ、背後の窓硝子や壁に血が飛び散り、およそ2メートル先の机や床にまで血が飛んでいた／所詮、ガス栓ひねって火を放つだけの人生／放射能糞尿水を飲んでしまった裸足の少年Ｑ／闇の中の子供達／謎の覆面バンド／神州一／悪魔の飽食（チャルメラ NOT DEAD）／1-51-2石田荘細菌部隊のテーマ
- キューピークレイジーの地獄逝きだョ！出発進行！！（2001年10月10日）

- 夜霧の挑発ジュラシック（2002年10月21日）

- タンク山の動物園（2005年3月1日）米国でも発売

アルカイダ／13階の神経衰弱／涅槃で待つ／神仏崩壊／バモイドオキ神／地獄の道化師／死村二丁目／血塗れ人間松明／伝染病／タンク山の動物園
- 平成暗イ死ス（2007年4月21日）

崩壊前夜／猿蟹死合戦／悪魔のしたたり／ハラワタディスコデススクラッチ／醜怪エクソダス／殺戮大陸DIEニッポン／七番目の憂鬱／頭をタレ狼／丑三つ病院／サタンガメツク／110番／平成暗イ死ス／蘇生不能／戸塚ヨット
- 新宿暴力街-CYBER TERRORIST CITY-（2008年3月25日）

新宿暴力街-CYBER TERRORIST CITY-／No.911 UNDEAD／BLACK MOON ASSASSIN／SKULL FUCKER／崩壊前夜×蘇生不能=黄金の夜明け
- 地獄の中の地獄-HELL WITHIN HELL-（2009年12月12日）

鬼のハンカチ(DEMON'S HANDKERCHIEF)／ナチ黒USA(NAZI卍GROTESQUE USA)／聖・丑三つ病院(HOLLYWOOD BLOOD HOSPITAL)／腐乱パズル(DECOMPOSITION PUZZLE)／アブノーマルの巣窟(ABNORMAL NEST)／デス・インフェルノ(DIRTY MADDING CACK)／食中毒(FOOD POISONING HIDE AND SEEK)／降死霊444％(UNDEAD FROM THE SKY)／ファイナル・デストロイヤー(FINAL DESTROYER)／イレイザー7DAYS(ERASER SEVEN DAYS)
- DESTROY! DESTROY!! DESTROY!!!（2011年12月12日）

PHYCO／HxAxAxRxP／ユダユダヤ-JUDAS JUDAEA-／原死炉苦DISCO

### ベストアルバム
- 悪魔の毒々新録ワースト（2000年2月22日）

血塗れ人間松明／人間ミサイル／冷凍人間／ドーナッツテラー／ペンギンキラー症／ソウルイーター-魂喰い-／侍頭-サムライヘッド-／ヤマタノオロチ／原死炉苦ディスコ／トワイライトゾーンビ-死霊の盆踊り-／裏ビーチ／少女蝿／ドラゴン坊主Z／殺人中毒／団地妻キラー／マシンガンマン／丑三つ病院／バミューダトライアングルラブレター／お前は家畜の餌になる／バイアグラSICKS TEA／マフィンカスタード／残飯ミックスジュース／QPのドリコア節
- 串刺し祭2011-LIVE AT 尖閣諸島-（2011年4月29日）

アルカイダ／パーラースーサイド／ナチ黒USA／リーマンダイブ／丑三つ病院／今更ハルマゲドン／イレイザー7DAYS／殺人中毒／戸塚ヨット

### カセット
- 黒板伝説（2000年9月）

田中邦衛がプリントされたTシャツ＋カセットで、限定19本ナンバリング入り。2009年に再発された『地獄逝きだョ!出発進行!!』にボーナストラックとして収録された。

### ビデオ
- 金網監禁GIG（1999年）

1999年6月6日 三軒茶屋HEAVEN'S DOORで行われたワンマンライブを収録。

### DVD
- 悪魔の復讐（2007年5月21日）

1994年のデビューライブから2006年までのライブ映像を6時間に凝縮した2枚組。
- 闇鍋-悪魔の復讐外伝-（2007年5月21日）

『悪魔の復讐』と『平成暗イ死ス』両作品を同時予約すると貰えた非売品。限定200枚でナンバリング入り。
- BLOOD WIRE NET DEATH MATCH（2009年3月25日）

2008年11月8日三軒茶屋HEAVEN'S DOORで行われたワンマンライブをノーカット収録。

### 参加作品
1. カオス-ライオット1（1995年1月）
2. 殺害ゲテモノ最凶タッグ決定リーグ戦（1997年）
3. 殺害カバーオムニバス/大熊小鹿馬場鶴田（1997年）
4. 99’殺害グランドチャンピオンカーニバル（1998年）
5. TO THE MEMORY OF F.C.（2000年5月1日）
6. 北京絶叫ーBEIJING SCREAM-（2000年5月10日）
7. 曲頂戴V.A.（2000年5月27日）
8. 365（2001年1月24日）
9. NEVER MIND...WHO CARES（2002年10月10日）
10. 第1戦 QP-CRAZY vs ゲンドウミサイル
11. 第2戦 QP-CRAZY vs 髑髏首
12. 第3戦 QP-CRAZY vs 死ね死ね団
13. 第4戦 QP-CRAZY vs RAPES